# 薛长瑜
薛长瑜（？—534年），河东郡汾阴县（今山西省运城市万荣县）人，出自河东薛氏西祖第三房，北魏官员。

## 生平
薛长瑜在北魏官至征东将军、洛州刺史。永熙三年（534年），薛长瑜出任行台尚书长史，跟随高欢攻打潼关，九月，高欢攻克潼关，侵犯华阴，宇文泰率领各路军队驻扎在霸上准备迎战。高欢留下薛长瑜防守潼关后撤军到河东。十月，宇文泰进军讨伐薛长瑜，都督贺兰祥擒获薛长瑜，薛长瑜之后被杀，薛长瑜部下士兵七千人被俘。东魏赠予薛长瑜都督冀定太三州诸军事、车骑将军、冀州刺史。

## 家庭

### 祖父
- 薛破胡，北魏河东郡太守、仇池都将

### 父亲
- 薛道智，北魏尚书郎